# Parietaria lusitanica
Parietaria lusitanica é uma espécie de planta com flor pertencente à família Urticaceae. 
A autoridade científica da espécie é L., tendo sido publicada em Sp. Pl. 2: 1052. 1753.

## Portugal
Trata-se de uma espécie presente no território português, nomeadamente os seguintes táxones infraespecíficos:
- Parietaria lusitanica subsp. lusitanica - presente em Portugal Continental. Em termos de naturalidade é nativa da região atrás referida. Não se encontra protegida por legislação portuguesa ou da Comunidade Europeia.